# Latastia johnstonii
Espèce
Latastia johnstonii est une espèce de sauriens de la famille des Lacertidae.

## Répartition
Cette espèce se rencontre en Tanzanie, au Katanga au Congo-Kinshasa, en Zambie, au Malawi, au Mozambique et au Zimbabwe.
Sa présence est incertaine au Kenya.

## Étymologie
Cette espèce est nommée en l'honneur de Harry Johnston.

## Publication originale
- Boulenger, 1907 : Descriptions of two new African lizards of the genus Latastia.. Annals and Magazine of Natural History, ser. 7, vol. 19, p. 392-394 (texte intégral).